# とべ!ポリスターズ
『とべ!ポリスターズ』は、1997年にコナミ（後・コナミデジタルエンタテインメント）から発売されたアーケードゲームの縦スクロールシューティングゲームである。ポリゴンにより描画された3Dシューティングで、インストには「3Dおもちゃ箱シューティング」と記載されている通り、『ツインビー』シリーズのようなポップなグラフィックが特徴となっている。
システムに松下電器産業が開発した3DO M2基板を用いており、ソフトはCD-ROMで供給された。そのためステージクリア後デモ表示がデータ読み込みの間行われスキップできず、またほとんどのBGM（作曲は シタール妹尾（妹尾和浩）が担当）をCD-DAで収録しているので、基板を所有していれば音楽CDプレーヤーで再生可能となっている。
同システムが家庭用に発売されることがなかったため、本作は比較的マイナーな作品となっている。

## 概要
プレイヤーは「ポリスターズ」の「ポリィ」または「スタン」を操り、「秘密結社PPP団」を率いるマテリアル3世を倒すことが目的となる。面構成は全7面の1周エンドとなっている。
操作はレバーと2ボタンを使って行い、プレイ開始時にショット（対空攻撃）とミサイル（対地攻撃）を1ボタンで同時発射するか、別々に発射するかを選択できる。
パワーアップアイテムはアイテムキャリアを攻撃することで出現し、ショットとミサイルは独立してパワーアップする。ショットパワーアップはまず自機の両側にオプションが付き、さらにショット強化アイテムが出現する。アイテムは一定時間経過で変化し、2段階までパワーアップできる。ショットの種類は次の3種類がある。
- 3WAY - 3方向にショットが発射され、広い範囲に攻撃できる。
- バルカン - 連射が可能なショットが撃てる。
- オートエイミング - 敵を自動的に追尾するショットが撃てる。

一方ミサイルはアイテムを取り続けることで最大5発まで発射可能になる。
奇数面（1面、3面、…）では偶数面（2面、4面、…）よりもやや高い視点でゲームが進行する。その分偶数面では弾が飛んでくるまでの時間が短かったり、動ける範囲が狭かったりして敵や弾を避けにくい部分があった。

## ステージ
ステージ1「ポリゴンタウン ポリスターズ出動！」
ボス「強襲戦闘母艦 ポリバット」
ステージ2「氷海 PPP輸送船団を撃滅せよ！」
ボス「超大型突撃潜水艦 ウチ・イカス」
ステージ3「荒野 完成！？恐怖の新兵器」
ボス「無差別殺戮兵器 コバーレックス」
ステージ4「渓谷 PPP採掘基地を叩け！」
ボス「防衛用戦闘機関車 PK51-ベンケイ」
ステージ5「南海 殺戮兵器、再び！」
ボス「量産型無差別殺戮兵器 コバーレックスⅡ」
ステージ6「神殿 敵本拠地へ突入せよ！」
ボス「ポリゴン魔神」
ステージ7「天空 決戦！ポリスターズVSマテリアル3世」
ボス「マテリアル3世」